# Natriumcyanoborhydrid
Natriumcyanoborhydrid, auch Borch-Reagenz genannt, ist eine sehr giftige chemische Verbindung, die bei Raumtemperatur als weißer Feststoff vorliegt. Es ist eine Abwandlung des Natriumborhydrids, bei der ein Wasserstoffatom durch eine Cyanogruppe ersetzt wurde.

## Reaktionen und Verwendung
Natriumcyanoborhydrid wird als Reduktionsmittel für die reduktive Aminierung verwendet. Es dient vor allem für Imine als mildes Reduktionsmittel. Das Reagenz kann in den Lösungsmitteln Wasser, Methanol, Hexamethylphosphorsäuretriamid und Dimethylsulfoxid eingesetzt werden. Es reagiert nur mit Aldehyden, Ketonen, Carbonsäurehalogeniden und Iminiumionen. In Anwesenheit von Aldehyden oder Ketonen ist Natriumcyanoborhydrid geeignet, Imine selektiv zu reduzieren. Dies ist bei etwa neutralem pH-Wert möglich, bei dem Carbonylverbindungen nicht reagieren, die erst im Sauren reduziert werden. Durch Reaktion mit Natriumcyanoborhydrid und Tosylhydrazid können Aldehyde und Ketone deoxygeniert werden.